# Балтайское муниципальное образование
Балтайское сельское поселение — муниципальное образование в составе Балтайского района Саратовской области. 
Административный центр — село Балтай.

## Население
| 2010  | 2011  | 2012  | 2013  | 2014  | 2015  | 2016  | 2017  | 2018  |
| ----- | ----- | ----- | ----- | ----- | ----- | ----- | ----- | ----- |
| 5720  | ↘5697 | ↘5657 | ↘5566 | ↘5532 | ↗5533 | ↗5545 | ↘5483 | ↘5401 |
| 2019  | 2020  | 2021  |       |       |       |       |       |       |
| ↘5247 | ↘5184 | ↘4944 |       |       |       |       |       |       |

## Состав сельского поселения
| № | Населённый пункт   | Тип населённого пункта       | Население |
| - | ------------------ | ---------------------------- | --------- |
| 1 | Андреевка          | деревня                      | 2         |
| 2 | Балтай             | село, административный центр | ↘3277     |
| 3 | Большая Караваевка | село                         | 0         |
| 4 | Всеволодчино       | село                         | ↘135      |
| 5 | Малая Караваевка   | село                         | 68        |
| 6 | Осановка           | село                         | ↘236      |
| 7 | Садовка            | село                         | ↘1406     |